# Eugen Seidel (Linguist)
Eugen Seidel  (* 4. Juli 1906 in Jena; † 12. Dezember 1981 in Ost-Berlin) war ein deutscher Linguist.

## Leben
Nach dem Abitur 1925 studierte er vergleichende Sprachwissenschaft, Germanistik, Romanistik und Slawistik in Jena, Prag und Königsberg. Nach dem Staatsexamen 1933 in Jena promovierte er dort. 1938 emigrierte er nach Rumänien und wurde nach Kriegsende zunächst außerordentlicher Professor an der Universität Bukarest und 1947 ordentlicher Professor an der Universität Cluj. Von 1950 bis 1955 war er Direktor der Sektion für Philologie an der Rumänischen Akademie der Wissenschaft. Ab 1955 lehrte er an der Humboldt-Universität in Berlin als Professor für Vergleichende Sprachwissenschaft.

## Schriften (Auswahl)
- Geschichte und Kritik der wichtigsten Satzdefinitionen. Jena: Frommann, 1935
- Das Wesen der Phonologie. Kopenhagen 1943.
- Gibt es ein Genus personale? Bucureşti: Inst. de ling. rom., 1948
- Elemente sintactice slave în limba romînă. Bucureşti: Ed. Academiei R.P.R., 1958 (ro)
- mit Ingeborg Seidel-Slotty: Sprachwandel im Dritten Reich. Eine kritische Untersuchung faschistischer Einflüsse. Halle: Verlag Sprache u. Lit., 1961.